# Bardwell (Suffolk)
Pour les articles homonymes, voir Bardwell.
Bardwell est un village et une paroisse civile du Suffolk, en Angleterre.